# 서성종
서성종 (徐成鍾, 1983년 6월 17일 ~ )은 KBO 리그 전 LG 트윈스의 선수이다.

## 출신학교
- 광주화정초등학교
- 충장중학교
- 광주제일고등학교